# 香港浸信教會

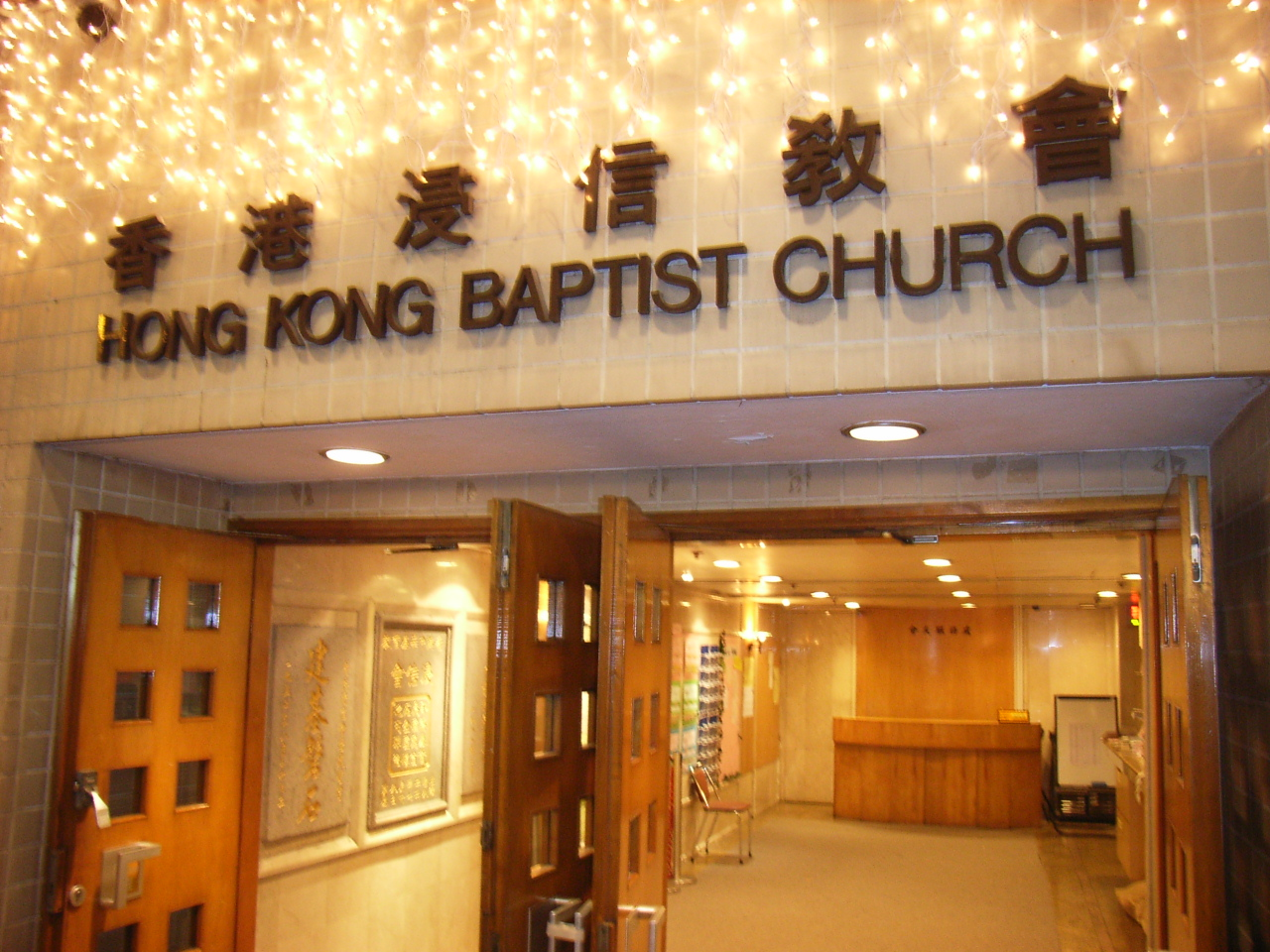
香港浸信教會入口

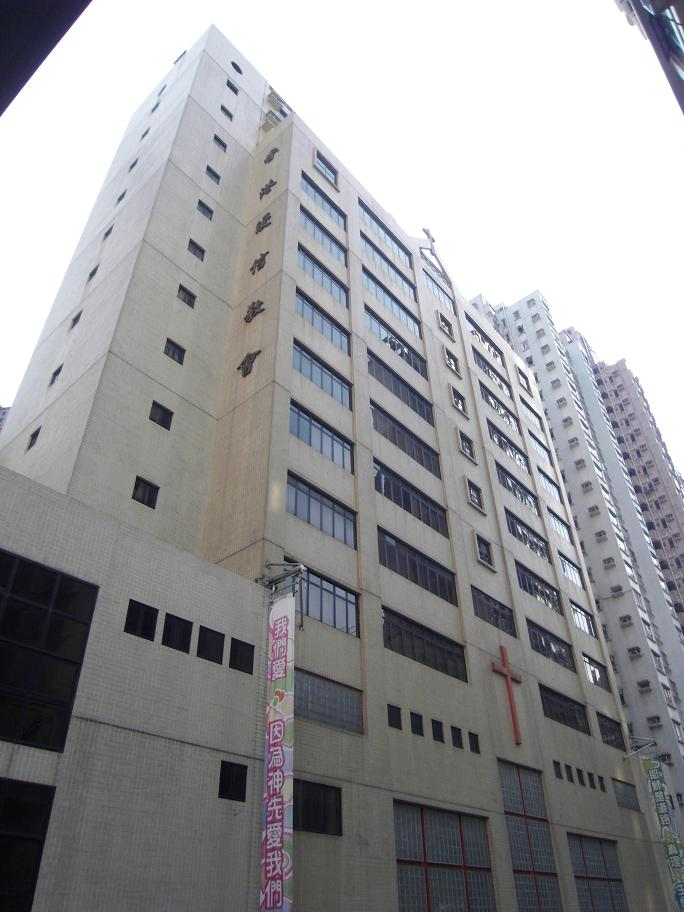
香港浸信教會。

香港浸信教會，原名「中華基督教香港浸信自理會」，通常被稱為堅道浸信會，簡稱堅浸，屬香港浸信會聯會會員。堂址位於香港中環堅道50號，創立於1901年，是香港最悠久的基督教教會之一。2016年統計，經常參與教會聚會人數約為2,200人。主任牧師是陳康牧師。

## 歷史
1835年，美南浸信會（英文：Southern Baptist）派遣傳教士叔未士夫婦 （英文：Jehu Lewis Shuck）到中國宣教。1842年5月15日，叔末士於香港開設皇后大道浸信會，為香港首家基督教教會。本為服事英軍，後亦有粵語崇拜。1901年，皇后大道浸信會會的華人信徒，成立由華人自行主理的「香港浸信自理會」，並脫離美南浸信會差會，經過多次遷移，1923年於堅道50號購得地段興建新教堂。1960年代購得教堂相鄰物業業權，至1985年初合併拆卸重建，1985年6月9日舉行新堂動土典禮。現位於堅道的教堂於1988年10月15日落成啟用，樓高15層，屬第3代建築。
2015年2月，香港浸信教會力壓多家有意把它重建成豪宅的財團，以約3.4億元購得堅道97號，樓齡約50年的的香港聖瑪加利女書院前校舍。

## 現況
香港浸信教會每周於星期日、六及二舉行多堂崇拜，周二崇拜於2008年9月16日起舉行。現時教會崇拜及聚會參與人數約為2,200人，青少年及兒童崇拜人數則有約400人。2009年，教會以「關愛同行」為主題，並舉辦多項與主題相關的活動，包括日營及佈道會等。教會並有超過115個生命成長小組，通常隔周舉行聚會。

## 信仰
香港浸信教會篤信：
- 全本聖經66卷均為神所默示，並無謬誤，是信徒信仰與生活的指標。
- 神乃是同尊、同榮，聖父、聖子、聖靈三位一體的主宰。
- 耶穌基督是童貞女馬利亞由聖靈感孕而生，雖曾受試誘，但不犯罪，釘身十字架為救贖世人而死，死後三日復活，然後升天，將於榮耀威嚴中再臨，審判並掌管世界，所有義人及惡人都將復活，但唯有義人得享永生，而惡人則被定罪。
- 聖靈具有位格，能使世人知罪，啟迪人心並引導信徒，使人成聖。
- 人自始祖墮落後，具有罪性，無法自我救拔，然而神仍賜人在宗教上抉擇的自由。
- 神將祂的獨生子耶穌基督賜給世人，並釘身於十字架上，擔當了世人的罪孽，成全了救贖的恩典。人因為相信，認罪悔改，甘願接納耶穌基督為其個人的救主，並將一己的生命委付於基督。所以，人得救是本於恩，亦由於信，一次得救，永遠得救。
- 信徒應有得救重生的經歷，作祭司的責任及閱讀與解釋聖經的自由。
- 教會是按照新約規範而設立的，故稱為新約教會，教會是地區上信而受浸者自動組成的團體，尊基督為元首，會友權位平等，處理會務則採行民主方式。教會與政府必須分離。

## 基址
- 石澳福音堂：石澳村360號
- 赤柱福音堂：赤柱大街22號
- 好鄰舍福音堂：德輔道西410–418號太平洋廣場10樓
- 顯理福音堂：北角城市花園道2號（顯理中學內）

## 直屬學校
- 顯理中學

## 外部連結
- 香港浸信教會 （页面存档备份，存于）
- 香港浸信教會顯理福音堂 （页面存档备份，存于）
- 香港浸信教會好鄰舍福音堂 （页面存档备份，存于）